# Jasmin Wöhr
Jasmin Wöhr (født 21. august 1980 i Tübingen, Tyskland) er en professionel tennisspiller fra Tyskland. 
Jasmin Wöhr højeste rangering på WTA single rangliste var som nummer 188, hvilket hun opnåede 14. december 2008. I double er den bedste placering nummer 46, hvilket blev opnået 23. juli 2007. 